# Trinitrobenzol
Trinitrobenzol (TNB) ist ein Sprengstoff. Es besteht aus einem Benzolring mit drei Nitrogruppen (–NO2) als Substituenten. Es gibt drei Konstitutionsisomere des TNB (1,2,3-, 1,2,4- und 1,3,5-Trinitrobenzol), die Abkürzung wird jedoch meist für das 1,3,5-Isomer verwendet. Die Sprengkraft von TNB ist vergleichbar mit der von Trinitrotoluol (TNT). Trotz einer leicht höheren Sprengkraft als TNT wird TNB aus wirtschaftlichen Gründen nicht genutzt.

## Darstellung
Die Herstellung von Trinitrobenzol erfolgt durch Nitrierung von m-Dinitrobenzol mit einem Gemisch aus rauchender Salpetersäure und konzentrierter Schwefelsäure, der sogenannten Nitriersäure. Ebenfalls möglich ist die Darstellung aus 2,4,6-Trinitrotoluol, wobei nach einer Oxidation zu 2,4,6-Trinitrobenzoesäure mit Kaliumdichromat und Schwefelsäure eine Decarboxylierung in kochendem Wasser folgt.

## Eigenschaften
Trinitrobenzol tritt in fünf polymorphen Formen auf. Die thermodynamisch stabile Form I schmilzt bei 125,3 °C mit einer Schmelzenthalpie von 15,0 kJ·mol−1. Die metastabilen Formen II und III zeigen Schmelzpunkte bei 107,2 °C und 109,8 °C mit Schmelzenthalpien von 14,8 kJ·mol−1 bzw. 13,2 kJ·mol−1. Beide Formen stehen monotrop zu Form I. Die Formen II und III stehen enantiotrop zueinander. Der Umwandlungspunkt zwischen Form II und III liegt bei etwa 97 °C. Zwei weitere Formen mit Schmelzpunkten bei 109 °C und 88 °C konnten bisher nur thermomikroskopisch beobachtet werden.
Die Verbindung ist beständig gegen Säuren und reagiert mit Basen. Es ist unlöslich in Wasser, wenig löslich in Alkohol, Ether und Benzol, gut löslich in Aceton oder Ethylacetat. Mit polycyclischen, aromatischen Kohlenwasserstoffen wie Naphthalin, Anthracen und Carbazol werden Charge-Transfer-Komplexe gebildet. Die stöchiometrischen 1:1-Komplexe zeigen definierte Schmelzpunkte, wie mit Naphthalin bei 157,6 °C, mit Anthracen bei 165,4 °C und mit Carbazol bei 204,4 °C.
Die Verbindung übertrifft Trinitrotoluol hinsichtlich der Sprengkraft. Wichtige Explosionskennzahlen sind:
| Bildungsenergie            | −134,5 kJ·kg−1[5]                                |
| Bildungsenthalpie          | −204,3 kJ·kg−1[5]                                |
| Sauerstoffbilanz           | −56,3 %[5]                                       |
| Stickstoffgehalt           | 19,72 %[5]                                       |
| Normalgasvolumen           | 939 l·kg−1[5]                                    |
| Explosionswärme            | 3927 kJ·kg−1 (H2O (l)) 3845 kJ·kg−1 (H2O (g))[5] |
| Spezifische Energie        | 1051 kJ·kg−1 (107,1 mt/kg)[5]                    |
| Bleiblockausbauchung       | 32,5 cm3·g−1[5]                                  |
| Detonationsgeschwindigkeit | 7300 m·s−1 bei einer Dichte von 1,6 g·cm−3[5]    |
| Schlagempfindlichkeit      | 7,4 Nm[5]                                        |
| Reibempfindlichkeit        | bis 353 N Stiftbelastung keine Reaktion          |

## Verwendung
TNB ist etwas schlagempfindlicher als TNT, was aber bei der Anwendung nicht ins Gewicht fallen würde. Aufgrund der aufwendigeren Herstellung ist es bedeutend teurer als TNT und wird daher nicht praktisch verwendet.